# 玉名市立築山小学校
玉名市立築山小学校（たまなしりつ つきやましょうがっこう）は、熊本県玉名市築山にある公立の小学校。

## 概要
歴史
1873年（明治6年）に創立した小学校3校（築地・山田・中尾）が1884年（明治17年）に統合の上、開校。現校名となったのは1954年（昭和29年）。2023年（令和5年）には創立150年を迎えた。
教育スローガン
「燃えろ築山！ : 元気・夢・思いやり」
学校教育目標
「心身ともに健康で、思いやりの気持ちを持ち、進んで考え行動する子供の育成」
校章
桜の花弁を背景にして、中央に校名の頭文字である「築」の文字を配している。
校歌
作詞は平野流香、補詞は友成静正、作曲は田辺隆太郎による。歌詞は5番まであり、5番の歌詞中に校名の「築山」が登場する。
通学区域
玉名市のうち「築地上、築地下、築地西、山田上、山田下、中尾、糠峯団地西、糠峯団地東」。中学校区は玉名市立玉名中学校。

## 沿革
- 1873年（明治6年）- 築地村に「築地小学校」、山田村に「山田小学校」、中尾村に「修治堂」（後に「中尾小学校」）が創立。
- 1884年（明治17年）- 上記3校が合併の上、「築地村山田村組合立 築山小学校」が開校。
- 1889年（明治22年）4月1日 - 町村制施行により、玉名郡3村（築地・中尾・山田）が合併の上、「築山村」が発足。
- 1892年（明治25年）4月 - 「築山尋常小学校」（尋常科4年）に改称。
- 1908年（明治41年）4月 - 改正小学校令施行により、尋常科（義務教育年限）が4年制から6年制に改められる。尋常科5年を新設。
- 1909年（明治42年）4月 - 尋常科6年を新設。
- 1910年（明治43年）4月 - 高等科（2年制）を設置の上、「築山尋常高等小学校」（尋常科6年・高等科2年）に改称。
- 1941年（昭和16年）4月1日 - 国民学校令施行により、「玉名郡築山村築山国民学校」に改称。尋常科を初等科に改める。
- 1947年（昭和22年）4月1日 - 学制改革が行われる（六・三制の実施）。
  - 国民学校初等科は、新制小学校「築山村立築山小学校」に改組・改称。
  - 国民学校高等科は廃止される。玉名町への委託により、築山地区の生徒は新制中学校「玉名町立玉名中学校」に通学することとなる[2]。
- 1949年（昭和24年）4月1日 - 玉名町（玉名中学校）への委託を終了し、築山村の生徒は「岱南第一中学校」（大野村）もしくは「岱南第二中学校」（睦合村）に通学することとなる[3]。
- 1951年（昭和26年）- 岱南第一中学校および岱南第二中学校が統合の上、「岱南中学校」となる[3]。
- 1954年（昭和29年）4月1日 - 玉名市の発足により、「玉名市立築山小学校」（現校名）に改称。
- 1971年（昭和46年）4月1日 - 玉名市と岱明町が中学校組合を解消。築山地区の生徒は「玉名市立玉名中学校岱南分室」に通学することとなる。
- 1973年（昭和48年）- 玉名市立玉名中学校統合新校舎の完成により、築山地区の生徒は玉名中学校へ通学することとなる。
- 2024年（令和6年）12月7日 - 創立150周年記念式典を挙行。
  - この年度の4年生によって創立150周年記念ソング「大好き築山」の歌が作成された。

## 交通アクセス
最寄りのバス停留所
- 九州産交バス 「マルエイ築地店前」停留所

最寄りの幹線道路
- 国道208号

## 周辺
- 原楽器築地センター
- 玉名市立玉名中学校
- 境川（二級河川）